# Xi Yin
Xi Yin (chinesisch 尹希, Pinyin Yǐn Xī, * Dezember 1983 in Zhuzhou, Provinz Hunan) ist ein chinesischer, in den USA wirkender theoretischer Physiker, der sich mit Stringtheorie und mathematischer Physik befasst.
Yin Xis Eltern waren Geologen. Im September 1993 wurde er mit 9 Jahren in die Hochbegabtenklasse des 8. Städtischen Gymnasiums von Peking (北京市第八中学) aufgenommen, wo er im April 1996 mit hervorragendem Ergebnis Abitur machte. Daraufhin wurde er im September 1996 im Alter von 12 Jahren an der Fakultät für hochbegabte Kinde der Chinesische Universität für Wissenschaft und Technik in Hefei aufgenommen. Dort studierte er im Hauptfach Mathematik, im Nebenfach Physik. Im April 2001 schloss er sein Studium im Alter von 17. Jahren mit dem Diplom ab. 2006 wurde er an der Harvard University in Physik promoviert. 2006 bis 2008 und im Herbst 2009 war er Junior Fellow der Society of Fellows in Harvard. 2008 wurde er Assistant Professor in Harvard, 2012 Associate Professor und 2015 Professor. 2011 bis 2014 war er außerdem am Tata Institute of Fundamental Research in Mumbai.
Er befasste sich mit dreidimensionaler Quantengravitation, Chern-Simons-Theorien der Materie, topologischen Strings und abzählender Geometrie und BPS-Zuständen von Schwarzen Löchern in der Stringtheorie. Mit Simone Giombi fand er Beweise für eine von Igor Klebanov und Alexander Markowitsch Poljakow vermutete AdS/CFT-Korrespondenz zwischen einer konformen Feldtheorie (O(N) Vektormodell) in drei Dimensionen und einer Eichfeldtheorie zu höherem Spin nach Mikhail Vasiliev in vier Dimensionen. Die gefundene Korrespondenz verspricht auch tiefere Einsichten in den ursprünglich von Juan Maldacena und anderen Fall der AdS-CFT-Korrespondenz bei Superstrings.
Für 2017 erhielt er den New Horizons in Physics Prize mit Simone Giombi. 2013 war er Sloan Fellow und Simons Investigator. 2009 erhielt er einen Career Award der National Science Foundation.

## Schriften
- mit Giombi: Higher Spin Gauge Theory and Holography: The Three-Point Functions, JHEP, Band 115, 2010, S. 1009, Arxiv
- mit Giombi: On Higher Spin Gauge Theory and the Critical O(N) Model, Physical Review D, Band 85, 2012, S. 086005, Arxiv
- mit Giombi: The Higher Spin/Vector Model Duality, Arxiv 2012